# IC 2496
IC 2496 је спирална галаксија у сазвјежђу Мали лав која се налази на листи објеката дубоког неба у Индекс каталогу.
Деклинација објекта је + 34° 43' 36" а ректасцензија 9h 38m 44,5s. Привидна величина (магнитуда) објекта IC 2496 износи 14,7 а фотографска магнитуда 15,5. IC 2496 је још познат и под ознакама CGCG 181-73, KUG 0935+349, PGC 27499.